# Nell Galvin
Ellen (Nell) Galvin, geboren McCarthy (1887 - 5 september 1961) was een viool- en concertina-speler, woonachtig in County Clare, Ierland. Zij maakte onder meer gebruik van resonerende snaren, dissonantie en complexe versieringen in haar spel. Nell Galvin is met name van belang geweest voor de continuïteit van de Ierse muziek. Zij vormde namelijk een link tussen enerzijds de musici en mentoren van de periode vóór de Ierse hongersnood en anderzijds de musici van na 1900.

## Muziek
Nell Galvin begon op jonge leeftijd met muziekles. Zij kreeg les van de blinde, uit Inagh afkomstige, uilleann pipes-speler Garret Barry. Aangezien Galvin niet kon kiezen tussen de viool en de concertina, gaf hij haar les op beide instrumenten.
In 1901, op veertienjarige leeftijd, nam zij deel aan de Thomond Feis in Ennis en won de vioolcompetitie. In 1905 nam Galvin opnieuw deel aan de Thomond Feis, dit keer aan zowel de viool- als de concertina-competitie. Zij won beide. Later nam zij deel aan een competitie in Kilkee, waar Seamus Clandillon, de latere directeur van Radio Éireann, een van de juryleden was.
In 1937 kon Gavin auditie doen bij Radio Éireann in Dublin. 2RN kon de opgenomen traditionele muziek verschillende keren uitzenden. In het midden van de jaren vijftig werden nog meer opnamen van haar gemaakt. Deze zijn nu te vinden in de RTE-collectie bij het Irish Traditional Music Archive (ITMA) in Dublin.
Galvin speelde met de bekendste traditionele musici uit County Clare, onder wie Mrs. Crotty (concertina), John Kelly (viool), Sean Reid (uilleann pipes), Dr. Bill Loughnane (viool) en Willie Clancy (uilleann pipes). Later speelde zij samen met haar zoon Stephen als gast bij de Kilfenora Céilí Band. Zij speelden daar een naamloze reel, die door de band prompt gedoopt werd tot "Mrs Galvin's".
Nell Galvin is de naamgeefster van het Nell Galvin Traditional Music Weekend in Moyasta. Dit festival fuseerde later met de Eigse Mrs. Crotty uit het nabijgelegen Kilrush tot het "Crotty Galvin Traditional Music Weekend".

## Persoonlijk
Nell McCarthy trouwde met Patrick Galvin uit Moyasta. Zij kregen twee dochters en drie zonen.  Zij woonden in Ballydineen, Knockalough, nabij Kilmihil.